# Formula–1 német nagydíj

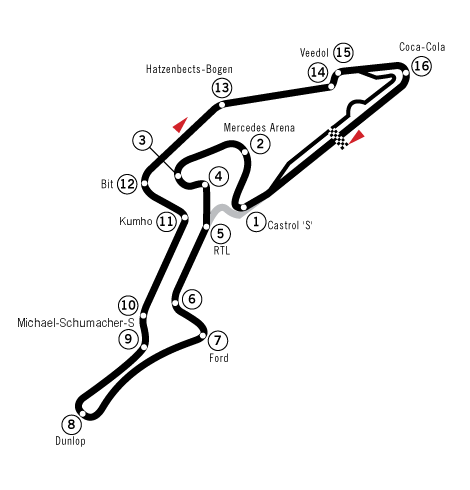
Nürburgring

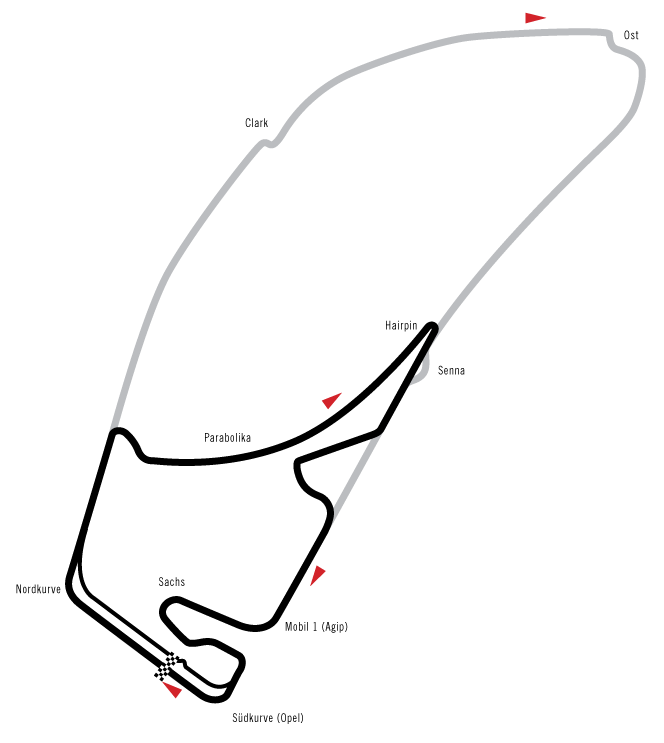
A régi Hockenheimring

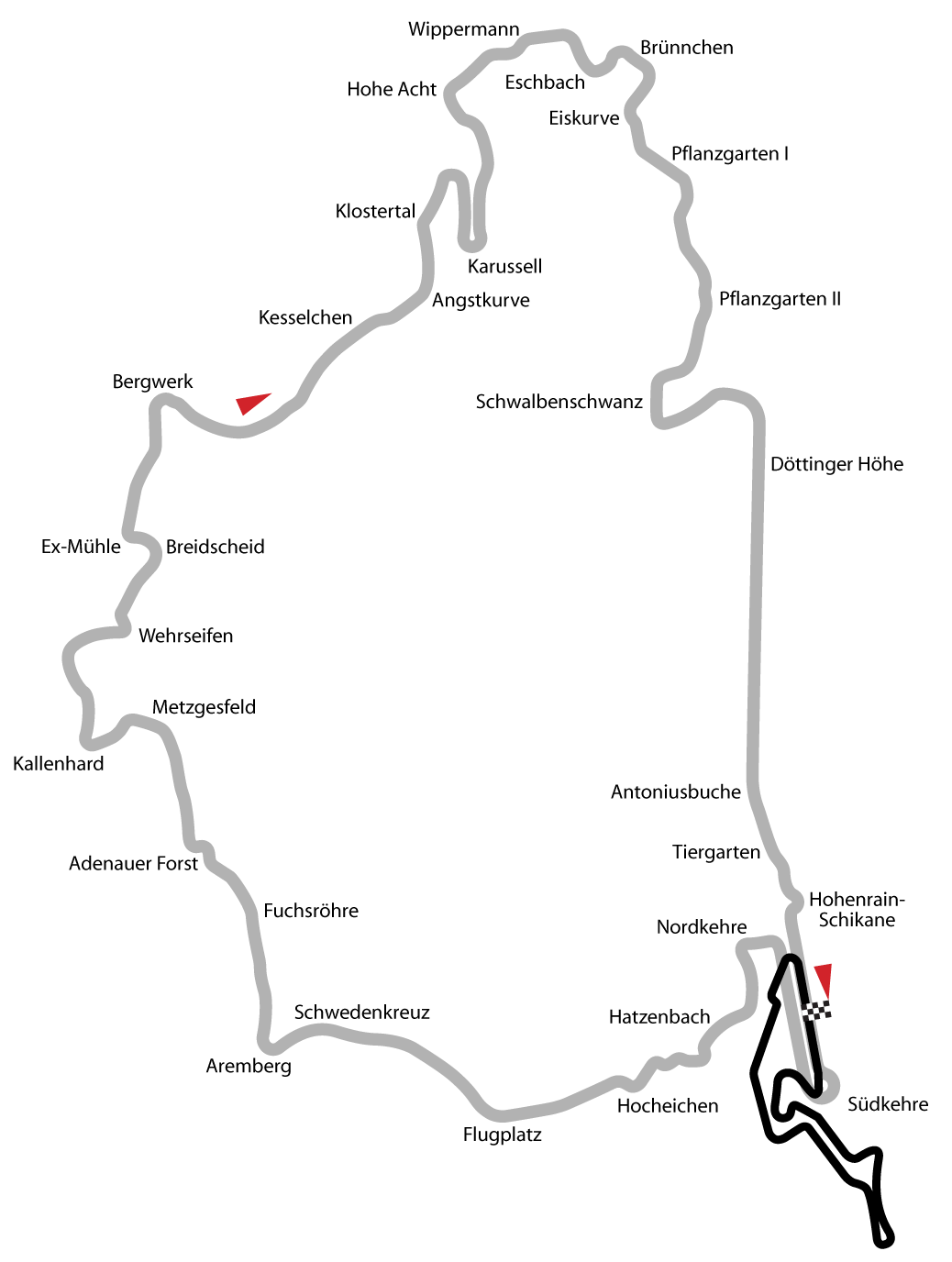
Nürburgring-Nordschleife

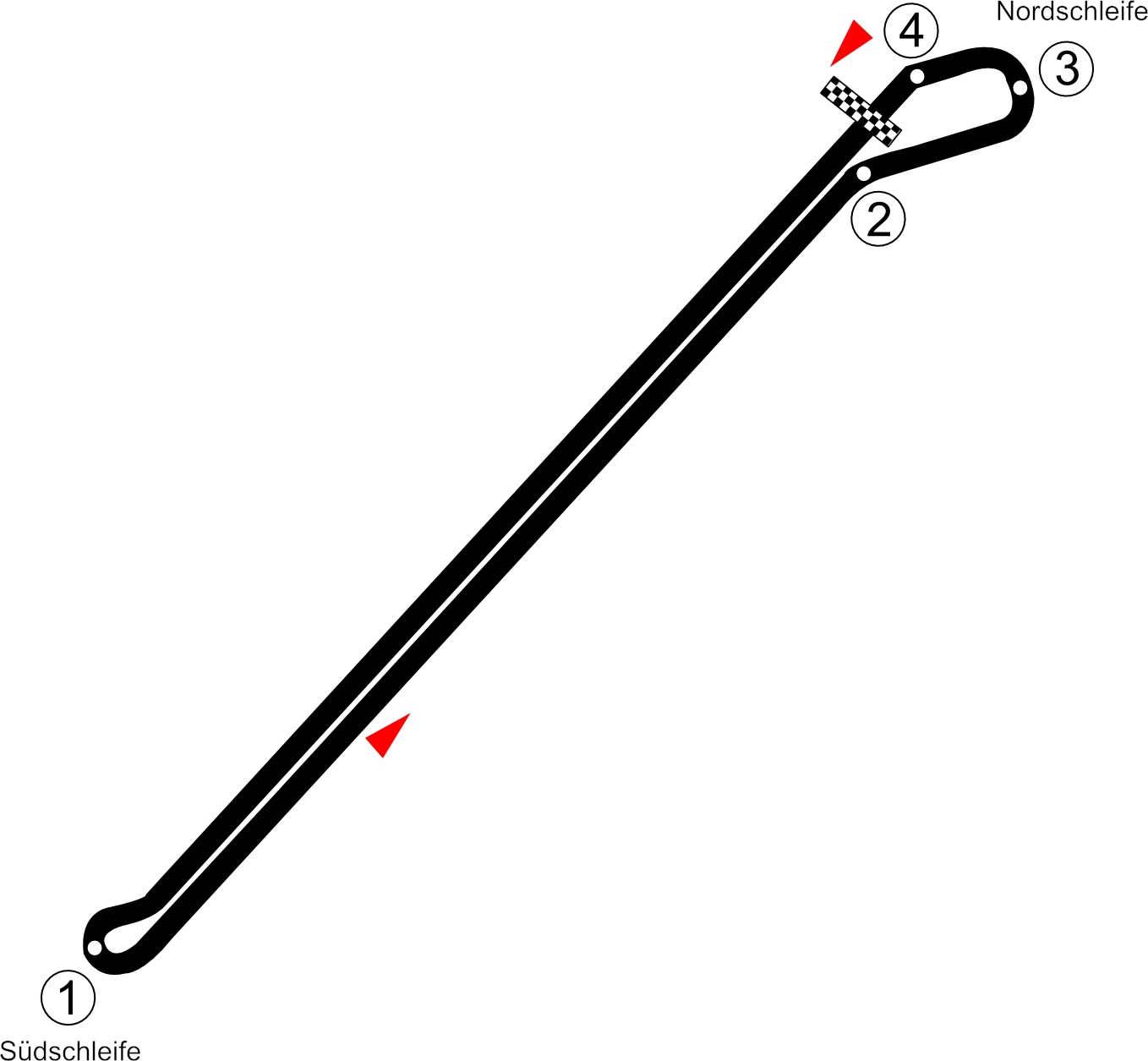
AVUS

A német nagydíjat a Formula–1 mellett a GP2-ben is már régóta rendezik, a Formula–1-ben 1951 óta, a GP2-ben 1960 óta van jelen, melyet a Hockenheimringen rendeznek.
Az első német nagydíjat 1926-ban rendezték a berlini AVUS pályán, melyet Rudolf Caracciola nyert meg, ekkor azonban még a futamgyőzelmekért nem jártak pontok, így 1950-ig nem is rendeztek hivatalos Formula–1-es világbajnokságokat. A következő évben az akkor épített Nürburgringre helyezték át a nagydíjat, amely utána csak egy alkalommal, 1959-ben tért vissza Berlinbe. 1961-től a versenyeknek ismét a Nordschleife adott otthont, 1976-ig az egyetlen kivételt a Hockenheimring jelentette 1970-ben. Niki Lauda 1976-os balesete után a Nordschleifén nem rendeztek több nagydíjat, a futam 1977-től 1984-ig ismét Hockenheimringre került. 1985-ben egy alkalommal az új Nürburgring adott otthont a nagydíjnak, de azóta egészen 2006-ig a német nagydíj rendezési helye a Hockenheimring volt, amelynek nyomvonalát 2002-ben jelentősen megváltoztatták.
2007-ben nem rendezték meg a nagydíjat, helyét a Nürburgringen rendezett európai nagydíj töltötte be. 2008-tól az európai nagydíjakat Valenciában rendezik. Azóta páros években a német nagydíj helyszíne a Hockenheimring, míg páratlan években a Nürburgring ad otthont az eseménynek.
| Év      | Versenyző          | Konstruktőr      | Pálya                   | Riport        |
| ------- | ------------------ | ---------------- | ----------------------- | ------------- |
| 2020[1] | Lewis Hamilton     | Mercedes         | Nürburgring             | Riport        |
| 2019    | Max Verstappen     | Red Bull-Honda   | Hockenheimring          | Riport        |
| 2018    | Lewis Hamilton     | Mercedes         | Hockenheimring          | Riport        |
| 2017    | Nem rendeztek      | Nem rendeztek    | Nem rendeztek           | Nem rendeztek |
| 2016    | Lewis Hamilton     | Mercedes         | Hockenheimring          | Riport        |
| 2015    | Nem rendeztek      | Nem rendeztek    | Nem rendeztek           | Nem rendeztek |
| 2014    | Nico Rosberg       | Mercedes         | Hockenheimring          | Riport        |
| 2013    | Sebastian Vettel   | Red Bull         | Nürburgring             | Riport        |
| 2012    | Fernando Alonso    | Ferrari          | Hockenheimring          | Riport        |
| 2011    | Lewis Hamilton     | McLaren-Mercedes | Nürburgring             | Riport        |
| 2010    | Fernando Alonso    | Ferrari          | Hockenheimring          | Riport        |
| 2009    | Mark Webber        | Red Bull-Renault | Nürburgring             | Riport        |
| 2008    | Lewis Hamilton     | McLaren-Mercedes | Hockenheimring          | Riport        |
| 2007    | Nem rendeztek      | Nem rendeztek    | Nem rendeztek           | Nem rendeztek |
| 2006    | Michael Schumacher | Ferrari          | Hockenheimring          | Riport        |
| 2005    | Fernando Alonso    | Renault          | Hockenheimring          | Riport        |
| 2004    | Michael Schumacher | Ferrari          | Hockenheimring          | Riport        |
| 2003    | Juan Pablo Montoya | Williams-BMW     | Hockenheimring          | Riport        |
| 2002    | Michael Schumacher | Ferrari          | Hockenheimring          | Riport        |
| 2001    | Ralf Schumacher    | Williams-BMW     | Hockenheimring          | Riport        |
| 2000    | Rubens Barrichello | Ferrari          | Hockenheimring          | Riport        |
| 1999    | Eddie Irvine       | Ferrari          | Hockenheimring          | Riport        |
| 1998    | Mika Häkkinen      | McLaren-Mercedes | Hockenheimring          | Riport        |
| 1997    | Gerhard Berger     | Benetton-Renault | Hockenheimring          | Riport        |
| 1996    | Damon Hill         | Williams-Renault | Hockenheimring          | Riport        |
| 1995    | Michael Schumacher | Benetton-Renault | Hockenheimring          | Riport        |
| 1994    | Gerhard Berger     | Ferrari          | Hockenheimring          | Riport        |
| 1993    | Alain Prost        | Williams-Renault | Hockenheimring          | Riport        |
| 1992    | Nigel Mansell      | Williams-Renault | Hockenheimring          | Riport        |
| 1991    | Nigel Mansell      | Williams-Renault | Hockenheimring          | Riport        |
| 1990    | Ayrton Senna       | McLaren-Honda    | Hockenheimring          | Riport        |
| 1989    | Ayrton Senna       | McLaren-Honda    | Hockenheimring          | Riport        |
| 1988    | Ayrton Senna       | McLaren-Honda    | Hockenheimring          | Riport        |
| 1987    | Nelson Piquet      | Williams-Honda   | Hockenheimring          | Riport        |
| 1986    | Nelson Piquet      | Williams-Honda   | Hockenheimring          | Riport        |
| 1985    | Michele Alboreto   | Ferrari          | Nürburgring             | Riport        |
| 1984    | Alain Prost        | McLaren-TAG      | Hockenheimring          | Riport        |
| 1983    | René Arnoux        | Ferrari          | Hockenheimring          | Riport        |
| 1982    | Patrick Tambay     | Ferrari          | Hockenheimring          | Riport        |
| 1981    | Nelson Piquet      | Brabham-Ford     | Hockenheimring          | Riport        |
| 1980    | Jacques Laffite    | Ligier-Ford      | Hockenheimring          | Riport        |
| 1979    | Alan Jones         | Williams-Ford    | Hockenheimring          | Riport        |
| 1978    | Mario Andretti     | Lotus-Ford       | Hockenheimring          | Riport        |
| 1977    | Niki Lauda         | Ferrari          | Hockenheimring          | Riport        |
| 1976    | James Hunt         | McLaren-Ford     | Nürburgring             | Riport        |
| 1975    | Carlos Reutemann   | Brabham-Ford     | Nürburgring             | Riport        |
| 1974    | Clay Regazzoni     | Ferrari          | Nürburgring             | Riport        |
| 1973    | Jackie Stewart     | Tyrrell-Ford     | Nürburgring             | Riport        |
| 1972    | Jacky Ickx         | Ferrari          | Nürburgring             | Riport        |
| 1971    | Jackie Stewart     | Tyrrell-Ford     | Nürburgring             | Riport        |
| 1970    | Jochen Rindt       | Lotus-Ford       | Hockenheimring          | Riport        |
| 1969    | Jacky Ickx         | Brabham-Ford     | Nürburgring             | Riport        |
| 1968    | Jackie Stewart     | Matra-Ford       | Nürburgring             | Riport        |
| 1967    | Denny Hulme        | Brabham-Repco    | Nürburgring             | Riport        |
| 1966    | Jack Brabham       | Brabham-Repco    | Nürburgring             | Riport        |
| 1965    | Jim Clark          | Lotus-Climax     | Nürburgring             | Riport        |
| 1964    | John Surtees       | Ferrari          | Nürburgring             | Riport        |
| 1963    | John Surtees       | Ferrari          | Nürburgring             | Riport        |
| 1962    | Graham Hill        | BRM              | Nürburgring             | Riport        |
| 1961    | Stirling Moss      | Lotus-Climax     | Nürburgring             | Riport        |
| 1960    | Joakim Bonnier     | Porsche          | Nürburgring Südschleife | Riport        |
| 1959    | Tony Brooks        | Ferrari          | AVUS                    | Riport        |
| 1958    | Tony Brooks        | Vanwall          | Nürburgring             | Riport        |
| 1957    | Juan Manuel Fangio | Maserati         | Nürburgring             | Riport        |
| 1956    | Juan Manuel Fangio | Lancia-Ferrari   | Nürburgring             | Riport        |
| 1955    | Nem rendeztek      | Nem rendeztek    | Nem rendeztek           | Nem rendeztek |
| 1954    | Juan Manuel Fangio | Mercedes-Benz    | Nürburgring             | Riport        |
| 1953    | Giuseppe Farina    | Ferrari          | Nürburgring             | Riport        |
| 1952    | Alberto Ascari     | Ferrari          | Nürburgring             | Riport        |
| 1951    | Alberto Ascari     | Ferrari          | Nürburgring             | Riport        |

Megjegyzés:
- ↑ 1:  — 2020-ban eredetileg nem rendeztek volna német nagydíjat, ám a Nürburgring utólag bekerült a versenynaptárba a koronavírus-járvány miatt törölt futamok pótlása végett, a futam pedig az eifel nagydíj nevet kapta.